# تیکون هاکلالی
تیکون هاکلالی (عبری: תיקון הכללי‎) مجموعه ای از ده مزامیر است که تلاوت آن به عنوان توبه در یهودیت برای توبه همه گناهان عمل می‌کند - به ویژه گناه هدر رفتن تخم از طریق گسیل شبانه یا خودارضایی